# Himno de la Comunidad Valenciana
El Himno de la Comunidad Valenciana (Himne de la Comunitat Valenciana en valenciano) es el himno oficial de la Comunidad Valenciana (España). Tanto su música como sus dos letras están establecidos mediante la ley valenciana 8/1984 de 4 de diciembre, «por la que se regulan los símbolos de la Comunidad Valenciana y su utilización», disponiendo que en los actos solemnes que se celebren en el territorio de la Comunidad Valenciana, el himno oficial será interpretado conjuntamente con el himno nacional, precediéndolo en el orden de interpretación, podrá interpretarse indistintamente con su letra en castellano, con su letra en valenciano o sin letra.
El himno se utilizó en la Exposición Regional Valenciana de 1909, siendo aprobado por los alcaldes de los municipios de Alicante, Castellón de la Plana y Valencia en mayo de 1925. Tiene música de José Serrano y dos letras, una en castellano y otra en valenciano, compuestas ambas por Maximiliano Thous Orts, siendo las dos oficiales. En su composición incluye el antiguo himno de la Ciudad de Valencia del siglo XVI.
Fue conocido como Himno Regional Valenciano hasta la entrada en vigor del Estatuto de Autonomía de la Comunidad Valenciana en 1982.

## Himno de la Exposición Regional Valenciana
En el año 1909 se celebró la Exposición Regional Valenciana. Esta Exposición fue secundada por su presidente Tomás Trénor y Palavicino, y por el Ateneo Mercantil de Valencia.
Debido a este evento, Trénor encargó la creación de un himno para esta exposición a José Serrano Simeón, quien se encargaría de la música, mientras que la letra debía de realizarla Teodoro Llorente Olivares. A pesar de ello, y a causa de la demora de Llorente en crear la letra debido a discrepancias ideológicas sobre su contenido, José Serrano comenzó por sí mismo a escribirla, siguiendo los modelos del poeta Maximiliano Thous.
El himno resultante recibió una importante aceptación en la Exposición. Sin embargo, recibió críticas por parte de la clase política, especialmente de los blasquistas y del nacionalismo valenciano, por el verso de "Para ofrendar nuevas glorias a España" con el que comienza la letra del himno.
Poco tiempo después, los alcaldes de los ayuntamientos de Castellón de la Plana, Valencia y Alicante decidieron que aquel himno se convirtiera en el himno del Reino de Valencia, siendo aprobado en mayo de 1925. En un principio, el himno fue conocido como Himno de la Exposición, debido a que su creación se debía a este evento.

## Declaración como himno oficial
El himno ha sido cantado con la letra original de Maximiliano Thous, pero debido a algunas ideologías valencianas, aparecieron discrepancias en algunas frases del himno como la de "Para ofrendar nuevas glorias a España". El mismo Serrano reconoció haber intervenido directamente dando instrucciones expresas a Maximiliano Thous para la redacción de este primer verso.
Para ser declarado himno oficial, fue necesario un informe que debía ser tramitado en las Cortes Valencianas. El informe fue encargado por el presidente Joan Lerma al compositor valenciano Eduardo López-Chávarri Andújar.

España, mis himnos y yo. Uno de mis grandes amores es esta tierra valenciana donde he nacido: pero siempre que he compuesto un himno he pedido a mis colaboradores que en el primer verso aparezca la palabra "España" [...] y así comienzan mis tres himnos. Himno a Valencia: Para ofrendar nuevas glorias a España; Valencia Canta: Madre de España, Sol de Valencia...; La canción del soldado: Soldado soy de España... Eso no es obstáculo porque mis hijos hablan perfectamente el valenciano. Así entiendo yo el regionalismo.
José Serrano al diario "La Voz Valenciana" de mayo de 1925 "

Posteriormente apareció una versión nacionalista de la letra, sustituyendo el verso inicial por el de "Tots baix els plecs de la nostra Senyera, junts, i a una veu, germans vingau." y la palabra regió por nació, que fue publicada por la Junta Local Fallera de Alcira en 1955.

## Letra
Se muestra a continuación la letra conforme la recoge la ley valenciana 8/1984 de 4 de diciembre. Tanto la versión en valenciano como la versión en castellano muestran la ortografía vigente a principios del siglo XX, que difiere en varios casos de la actual.
| Per a ofrenar noves glòries a Espanya, tots a una veu, germans, vingau. Ja en el taller i en el camp remoregen càntics d'amor, himnes de pau! ¡Pas a la Regió que avança i marcha triomfal! Per a Tu la Vega envia la riquesa que atresora, i es la veu de l'aigua càntic d'alegria acordat al ritme de guitarra mora... Paladins de l'Art t'ofrenen ses victories gegantines; i als teus peus, Sultana, tons jardins estenen un tapis de murta i de roses fines. Brinden fruites daurades els paradisos de les Riberes; penjen les arracades baix les arcades de les palmeres. Sona la veu amada en potentíssim, vibrant ressò, notes de nostra albada canten les glòries de la Regió. Valencians, en peu alcem-se. Que nostra veu la llum salude, d'un sol novell. Per a ofrenar noves glòries a Espanya, tots a una veu, germans, vingau. ¡Ja en el taller i en el camp remoregen càntics d'amor, himnes de pau! ¡Flameje en l'aire nostra senyera! ¡Glòria a la Patria! ¡Vixca València! ¡Vixca! ¡Vixca! ¡Vixca! | Para ofrendar nuevas glorias a España ¡Nuestra región supo luchar! ¡ya en el taller y en el campo resuenan cantos de amor, himnos de paz! ¡Paso a la Región que avanza en marcha triunfal! Viene a dar la huerta mía la riqueza que atesora, y murmura el agua canto de alegría que nace a los ritmos de guitarra mora. Manda el arte paladines, que te ofrezcan sus laureles y a tus pies, sultana, tienden mis jardines un tapiz de rosas, nardos y claveles. Brindan rico tesoro los naranjales de las riberas; penden racimos de oro bajo los arcos de las palmeras, palmeras. Suena, la voz amada y en victorioso vibrante son, notas de la alborada cantan el triunfo de la región. ¡Despertemos, valencianos! Que nuestra voz la luz salude de un nuevo sol! Para ofrendar nuevas glorias a España ¡Nuestra Región, supo luchar!; ¡ya en el taller y en el campo resuenan cantos de amor, himnos de paz! ¡Flote en los aires nuestra Señera! ¡Gloria a la Patria! ¡Viva Valencia! ¡Viva! ¡Viva! ¡Viva! | Traducción literal. Para ofrendar nuevas glorias a España ¡Todos a una voz, hermanos, venid! ¡Ya en el taller y en el campo resuenan cánticos de amor, himnos de paz! ¡Paso a la Región que avanza en marcha triunfal! Para ti La Vega envía la riqueza que atesora, y es la voz del agua cánticos de alegría Acordados al ritmo de guitarra mora. Paladines del arte te ofrendan sus gigantescas victorias, y a tus pies, Sultana, tus jardines extienden un tapiz de murta y de rosas finas. Brindan frutas doradas de los paraísos de las riberas; cuelgan los racimos bajo los arcos de las palmeras, palmeras. Suena, la voz amada y en potentísimo vibrante resueno, notas de la alborada cantan el triunfo de la región. ¡Valencianos en pie levántense! ¡Qué nuestra voz, la luz salude de un nuevo sol! Para ofrendar nuevas glorias a España Todos a una voz, hermanos, venid; ¡ya en el taller y en el campo resuenan cánticos de amor, himnos de paz! ¡Flamee en el aire nuestra Señera! ¡Gloria a la Patria! ¡Viva Valencia! ¡Viva! ¡Viva! ¡Viva! |